# Calolampra punctosa
Calolampra punctosa är en kackerlacksart som först beskrevs av Walker, F. 1869.  Calolampra punctosa ingår i släktet Calolampra och familjen jättekackerlackor. Inga underarter finns listade.